# František Bílek (kněz)
J.M. can. František Bílek (16. února 1926 Zarazice – 15. května 1996 Veselí nad Moravou) byl český římskokatolický kněz, okrskový vikář turnovského vikariátu, čestný kanovník Katedrální kapituly u sv. Štěpána v Litoměřicích.

## Studium
V roce 1969 vstoupil do litoměřického kněžského semináře a absolvoval Cyrilometodějskou bohosloveckou fakultu. Vzhledem k přirozené autoritě, kterou měl, stal se v semináři prefektem bohoslovců nižších ročníků. Protože mu bylo v době nástupu do semináře již 43 let, jednalo se o tzv. pozdní kněžské povolání.
Na kněze byl vysvěcen kardinálem Štěpánem Trochtou 30. června 1973 v litoměřické katedrále.

## Pastorace
Od 1. srpna 1973 byl jmenován kaplanem v Turnově, později se tam stal farářem. Od 1. srpna 1975 se stal administrátorem, později farářem v Libuni a také administrátorem excurrendo farností Újezd pod Troskami a Mladějov. Zde se zasloužil o udržení památky na svého předchůdce, obrozeneckého kněze Antonína Marka. Stal se rovněž okrskovým vikářem turnovského vikariátu. Závěr života prožil v 90. letech 20. století z důvodu nemoci v rodném moravském kraji. V březnu 1996 byl litoměřickým biskupem Josefem Kouklem jmenován čestným kanovníkem litoměřické katedrální kapituly. Zemřel 15. května 1996 ve věku 70 roků. Pohřební obřady vedl 22. května 1996 v Zarazicích a ve Veselí nad Moravou, kde je pochován, spirituál olomouckého kněžského semináře a pozdější litoměřický biskup Pavel Posád, jemuž byl Bílek v době studií v Litoměřicích bohosloveckým prefektem.